# Lithostatische druk
De lithostatische druk is de druk die op een bepaald punt in de ondergrond heerst als gevolg van het gewicht van erboven gelegen gesteentemateriaal. De lithostatische druk zorgt voor een mechanische spanning in gesteenten.
Terwijl de hydrostatische druk bij toenemende diepte elke 100 meter 1 MPa toeneemt, bedraagt de toename van de lithostatische druk grofweg het drievoudige. De precieze toename hangt af van de dichtheid van het gesteente, die in de aardkorst tussen 2,0-3,3*10³ kg/m³ ligt (sedimenten ongeveer 2,0 *10³ kg/m³, graniet en kalksteen 2,7*10³ kg/m³ en gabbro 3,3*10³ kg/m³).
In de bovenmantel zijn gesteenten echter veel compacter (duniet is bijvoorbeeld 3,3 tot 4,0*10³ kg/m³, onder zeer hoge druk kan dat oplopen tot 5,0*10³ kg/m³). De berekening van de lithostatische druk is vanwege de variatie in dichtheid soms erg complex. Men kan als vuistregel echter stellen dat in de aardkorst de druk elke kilometer met 30 MPa toeneemt. In de aardmantel neemt de lithostatische druk ongeveer 35 MPa per kilometer diepte toe.

## Berekening van lithostatische druk
De druk die het gewicht van de bovengelegen gesteenteckolom veroorzaakt, hangt af van de diepte en de dichtheid van het gesteente. De dichtheid is wiskundig uit te drukken als een functie van de diepte: {\displaystyle \rho =\rho (z)}. Een druk is per definitie een kracht die werkt op een oppervlak. Deze kracht wordt fysisch gezien veroorzaakt door de valversnelling {\displaystyle g} die op de massa van de gesteenteckolom werkt in de richting van het middelpunt van de Aarde. 
Voor een horizontaal oppervlak {\displaystyle A} in een gesteentelaag van 1 m² op diepte {\displaystyle z} is het volume van de gesteentekolom {\displaystyle V=z*A} (waarbij V het volume van de kolom is) en de massa van de gesteenteckolom {\displaystyle m=z*\rho (z)}. De kracht {\displaystyle F} die op het oppervlak staat is dan (volgens de tweede wet van Newton) {\displaystyle F=z*\rho (z)*g} en de daaruit voortkomende druk is:
{\displaystyle p={\frac {F}{A}}=z*\rho *g}
Om de druk van het bovengelegen gesteente op een punt te berekenen, wordt in plaats van het hierboven gebruikte oppervlak van 1 m² een infinitesimaal klein oppervlakje genomen. De factor {\displaystyle z} valt dan weg en de dichtheid wordt geïntegreerd over de diepte. Om de lithostatische druk te geven moet bij de druk veroorzaakt door de gesteentekolom bovendien de druk op de bovenkant van de kolom {\displaystyle p_{0}} worden opgeteld. Als wordt uitgegaan van hydrostatisch evenwicht wordt op een diepte z de lithostatische druk dan gegeven door:
{\displaystyle p(z)=p_{0}+g\int _{0}^{z}\rho (z)\,dz}
In sommige gesteentelagen heerst echter overdruk (of onderdruk) als gevolg van artesisch grondwater of de aanwezigheid van aardgas onder hoge druk. In die gevallen gaan bovenstaande vergelijkingen niet meer op.